# Browning, Montana
Browning este un oraș din comitatul Glacier, statul  Montana,  Statele Unite ale Americii.

## Geografie
Conform United States Census Bureau, orașul are o suprafață totală de 0,7 km2.

### Climă
De la 23 ianuarie 1916 la 24 ianuarie 1916, temperatura a scăzut 56 °C, de la 7 °C la -49 °C. Această schimbare este recordul Statelor Unite pentru cea mai mare schimbare a temperaturii în 24 de ore.

## Demografie
Conform recensământului din 2000, au fost 1065 de oameni, 360 de gospodării și 254 familii care locuiesc în oraș. Densitatea populației era de 1.523/km2. Populația orașului a fost formată din: 6,57% albi, 0,09% afro-americani, 90,52% amerindieni, 0,09% din alte rase și 2,72% din două sau mai multe rase. Hispanicii sau latino din orice rasă au fost 1,88% din populație.